# Kim Szamszu
Kim Szamszu (hangul: 김삼수, handzsa: 金三洙, RR: Kim Sam-soo; Tedzson, 1963. február 8. –) dél-koreai válogatott labdarúgó.

## Pályafutása

### Klubcsapatban
1986 és 1988 között a Hyundai Horang-i csapatában játszott. 1989 és 1993 között a Lucky-Goldstar Hwangso játékosa volt, melynek tagjaként 1990-ben bajnoki címet szerzett. 1994-ben a Daewoo Royals labdarúgója volt. 

### A válogatottban
1984 és 1988 között 17 alkalommal játszott a dél-koreai válogatottban és 1 gólt szerzett. Részt vett az 1986-os világbajnokságon, de nem lépett pályára egyetlen mérkőzésen sem.

## Sikerei, díjai
Lucky-Goldstar Hwangso
- Dél-koreai bajnok (1): 1990